# Коле Чанка (Рим)
Коле Чанка је насеље у Италији у округу Рим, региону Лацио.
Према процени из 2011. у насељу је живело 28 становника. Насеље се налази на надморској висини од 170 м.